# Cerkiew św. Serafina z Sarowa w Nowosybirsku
Cerkiew św. Serafina z Sarowa – prawosławna cerkiew w Nowosybirsku.
Cerkiew zajmuje zaadaptowane pomieszczenie dawnego przedszkola. Została urządzona na przełomie lat 1995 i 1996 na potrzeby parafii pod tym samym wezwaniem. W świątyni znajduje się kopia Iwerskiej Ikony Matki Bożej napisana w 1909 na górze Athos. 